# ترانزستور أحادي الإلكترون

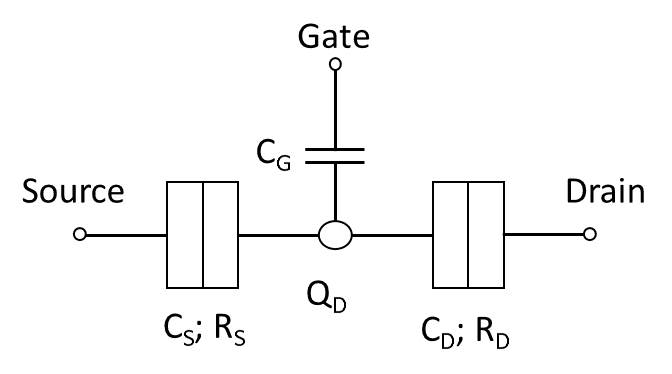
مخطط لمجموعة أساسية ومكوناتها الكهربائية الداخلية

ترانزستور النفق الأحادي الإلكترون

## تاريخ
بدأ مجال فرعي جديد من فيزياء المادة المكثفة في عام 1977 عندما أشار ديفيد ثاوليس إلى أنه عندما يصبح حجم الموصل صغيرًا بدرجة كافية، فإنه يؤثر على خصائصه الإلكترونية.  تبع ذلك أبحاث الفيزياء المتوسطة في ثمانينيات القرن العشرين استنادًا إلى حجم دون الميكرون للأنظمة التي تم التحقيق فيها.  وهكذا بدأت الأبحاث المتعلقة بالترانزستور أحادي الإلكترون.
تم الإبلاغ عن أول ترانزستور أحادي الإلكترون يعتمد على ظاهرة حصار كولومب في عام 1986 من قبل العلماء السوفييت و DV Averin.  وبعد مرور عامين، قام تي فولتون وجي دولان في مختبرات بيل في الولايات المتحدة بتصنيع وإثبات كيفية عمل مثل هذا الجهاز.  في عام 1992، أظهر مارك أ. كاستنر أهمية مستويات الطاقة للنقطة الكمومية.  في أواخر تسعينيات القرن العشرين وأوائل العقد الأول من القرن الحادي والعشرين، كان علماء الفيزياء الروس SP Gubin وVV Kolesov وES Soldatov وAS Trifonov وVV Khanin وGB Khomutov وSA Yakovenko أول من أثبتوا وجود SET قائم على الجزيئات يعمل في درجة حرارة الغرفة. 

## الصلة
إن الأهمية المتزايدة لإنترنت الأشياء وتطبيقات الرعاية الصحية تعطي تأثيرًا أكثر أهمية على استهلاك الطاقة للأجهزة الإلكترونية. ولتحقيق هذه الغاية، يعد استهلاك الطاقة المنخفض للغاية أحد أهم مواضيع البحث في عالم الإلكترونيات الحالي. إن العدد المذهل من أجهزة الكمبيوتر الصغيرة المستخدمة في العالم اليومي (مثل الهواتف المحمولة والأجهزة الإلكترونية المنزلية) يتطلب مستوى استهلاك كبير للطاقة من الأجهزة المستخدمة. في هذا السيناريو، ظهر SET كمرشح مناسب لتحقيق نطاق الطاقة المنخفضة هذا مع مستوى عالٍ من تكامل الأجهزة.

## جهاز

### مبدأ

مخطط تخطيطي لترانزستور أحادي الإلكترون

من اليسار إلى اليمين: مستويات الطاقة للمصدر والجزيرة والمصرف في ترانزستور أحادي الإلكترون لحالة الحجب (الجزء العلوي) وحالة الإرسال (الجزء السفلي).

تحتوي مجموعة SET، مثل FET ، على ثلاثة أقطاب كهربائية: المصدر، والصرف، والبوابة. الفرق التكنولوجي الرئيسي بين أنواع الترانزستور هو في مفهوم القناة. بينما تتغير القناة من معزولة إلى موصلة باستخدام جهد البوابة المطبق في FET، فإن SET يكون معزولًا دائمًا. يتم ربط المصدر والمصرف من خلال تقاطعين نفقيين ، مفصولين بواسطة نقطة نانوية كمية تعتمد على المعدن أو أشباه الموصلات (QD)،  والمعروفة أيضًا باسم "الجزيرة". يمكن ضبط الإمكانات الكهربائية للنقطة الكمية باستخدام قطب البوابة المقترن بالسعة لتغيير المقاومة، من خلال تطبيق جهد موجب، سيتغير النقطة الكمية من حالة الحظر إلى حالة عدم الحظر وستبدأ الإلكترونات في النفق إلى النقطة الكمية. تُعرف هذه الظاهرة باسم حصار كولومب .
الحالي، {\displaystyle I,} من المصدر إلى المصرف يتبع قانون أوم عندما {\displaystyle V_{\rm {SD}}} يتم تطبيقه، ويساوي {\displaystyle {\tfrac {V_{\rm {SD}}}{R}},} حيث كانت المساهمة الرئيسية للمقاومة، {\displaystyle R,} تأتي من تأثيرات النفق عندما تنتقل الإلكترونات من المصدر إلى QD، ومن QD إلى المصرف. {\displaystyle V_{\rm {G}}} ينظم مقاومة QD، والتي بدورها تنظم التيار. هذا هو نفس السلوك تمامًا كما هو الحال في FETs العادية. ومع ذلك، عند الابتعاد عن المقياس الكلي، فإن التأثيرات الكمومية ستؤثر على التيار، {\displaystyle I.}
في الحالة الحجبية (Coulomb Blockade Regime)، تكون جميع مستويات الطاقة المنخفضة داخل النقطة الكمومية (Quantum Dot - QD) مشغولة بالكامل بالإلكترونات، ولا يوجد أي مستوى طاقة فارغ أو غير مشغول ضمن نطاق طاقة النفق للإلكترونات القادمة من المصدر (والمُشار إليه باللون الأخضر في الخطوة 1). ونتيجة لذلك، لا يستطيع أي إلكترون إضافي اختراق الحاجز الكمومي، مما يؤدي إلى منع أو حجب مرور التيار بسبب الظاهرة المعروفة باسم "حجب كولوم".
لكن عندما تنتقل الحالة إلى الوضع غير الحاجز (Non-blockaded State)، كما هو موضح في الخطوة 2، ويصل إلكترون جديد إلى النقطة الكمومية، فإنه يتمكن من الدخول واحتلال أدنى مستوى طاقة شاغر متاح داخل QD. هذا الحدث يؤدي بدوره إلى تعديل توزيع الشحنة داخل النقطة الكمومية، وبالتالي يرتفع الحاجز الكهروستاتيكي للطاقة، مما يؤدي إلى إخراج النقطة الكمومية من نطاق النفق الكمي مرة أخرى.
بعد ذلك، وكما هو موضح في الخطوة 3، يستمر الإلكترون في الأنفاق الكمومي عبر الوصلة النفقية الثانية، منتقلاً من النقطة الكمومية إلى قطب التصريف. وخلال هذه العملية، يخضع الإلكترون إلى تشتت غير مرن (Inelastic Scattering)، ما يعني أنه يفقد جزءًا من طاقته، ويستقر في نهاية المطاف عند مستوى فيرمي (Fermi Level) الخاص بقطب التصريف. هذه الخطوات تُمثّل الدورة الأساسية لعمل الترانزستور أحادي الإلكترون، وتعكس بدقة التوازن بين الظواهر الكمومية والكهروستاتيكية في هذا النوع من الأجهزة النانوية فائقة الحساسية. (4.).
يتم توزيع مستويات الطاقة في QD بالتساوي مع فصل {\displaystyle \Delta E.} وهذا يؤدي إلى نشوء سعة ذاتية {\displaystyle C} للجزيرة، والتي تم تعريفها على النحو التالي: {\displaystyle C={\tfrac {e^{2}}{\Delta E}}.} لتحقيق حصار كولومب، هناك ثلاثة معايير يجب استيفاؤها: 
1. يجب أن يكون جهد التحيز أقل من الشحنة الأولية مقسومة على السعة الذاتية للجزيرة: {\displaystyle V_{\text{bias}}<{\tfrac {e}{C}}}
2. الطاقة الحرارية في مصدر الاتصال بالإضافة إلى الطاقة الحرارية في الجزيرة، أي {\displaystyle k_{\rm {B}}T,} يجب أن يكون أقل من طاقة الشحن: {\displaystyle k_{\rm {B}}T\ll {\tfrac {e^{2}}{2C}},} وإلا فإن الإلكترون سيكون قادرًا على اجتياز QD عن طريق الإثارة الحرارية.
3. مقاومة النفق، {\displaystyle R_{\rm {t}},} يجب أن يكون أكبر من {\displaystyle {\tfrac {h}{e^{2}}},} والتي تم اشتقاقها من مبدأ عدم اليقين لهايزنبيرج. [10] {\displaystyle \Delta E\Delta t=\left({\tfrac {e^{2}}{2C}}\right)(R_{\rm {T}}C)>h,} أين {\displaystyle (R_{\rm {T}}C)} يتوافق مع وقت النفق {\displaystyle \tau } ويظهر على النحو التالي {\displaystyle C_{\rm {S}}R_{\rm {S}}} و {\displaystyle C_{\rm {D}}R_{\rm {D}}} في الشكل التخطيطي للمكونات الكهربائية الداخلية للمجموعة. الوقت ( {\displaystyle \tau } ) من نفق الإلكترون عبر الحاجز من المفترض أن يكون صغيرًا بشكل لا يمكن إهماله مقارنة بمقاييس الوقت الأخرى. هذا الافتراض صحيح بالنسبة لحواجز الأنفاق المستخدمة في الأجهزة أحادية الإلكترون ذات الأهمية العملية، حيث {\displaystyle \tau \approx 10^{-15}{\text{s}}.}

إذا كانت مقاومة جميع حواجز النفق في النظام أعلى بكثير من المقاومة الكمية {\displaystyle R_{\rm {t}}={\tfrac {h}{e^{2}}}=25.813~{\text{k}}\Omega ,} يكفي حصر الإلكترونات في الجزيرة، ومن الآمن تجاهل العمليات الكمية المتماسكة المكونة من عدة أحداث أنفاق متزامنة، أي الأنفاق المشترك.

### نظرية
يتم الإشارة إلى الشحنة الخلفية للعازل المحيط بـ QD بواسطة {\displaystyle q_{0}} . {\displaystyle n_{\rm {S}}} و {\displaystyle n_{\rm {D}}} تشير إلى عدد الإلكترونات التي تمر عبر تقاطعي النفق والعدد الإجمالي للإلكترونات هو {\displaystyle n} . يمكن كتابة الرسوم المقابلة عند تقاطعات الأنفاق على النحو التالي:
{\displaystyle q_{\rm {S}}=C_{\rm {S}}V_{\rm {S}}}
{\displaystyle q_{\rm {D}}=C_{\rm {D}}V_{\rm {D}}}
{\displaystyle q=q_{\rm {D}}-q_{\rm {S}}+q_{0}=-ne+q_{0},}
أين {\displaystyle C_{\rm {S}}} و {\displaystyle C_{\rm {D}}} هي قدرات التسرب الطفيلية لتقاطعات الأنفاق. نظرا لجهد التحيز، {\displaystyle V_{\rm {bias}}=V_{\rm {S}}+V_{\rm {D}},} يمكنك حل الفولتية عند تقاطعات النفق:
{\displaystyle V_{\rm {S}}={\frac {C_{\rm {D}}V_{\rm {bias}}+ne-q_{0}}{C_{\rm {S}}+C_{\rm {D}}}},}
{\displaystyle V_{\rm {D}}={\frac {C_{\rm {S}}V_{\rm {bias}}-ne+q_{0}}{C_{\rm {S}}+C_{\rm {D}}}}.}
ستكون الطاقة الكهروستاتيكية لوصلة نفق مزدوجة التوصيل (مثل تلك الموجودة في الصورة التخطيطية)
{\displaystyle E_{C}={\frac {q_{\rm {S}}^{2}}{2C_{\rm {S}}}}+{\frac {q_{\rm {D}}^{2}}{2C_{\rm {D}}}}={\frac {C_{\rm {S}}C_{\rm {D}}V_{\rm {bias}}^{2}+(ne-q_{0})^{2}}{2(C_{\rm {S}}+C_{\rm {D}})}}.}
سيكون العمل الذي تم إنجازه أثناء نفق الإلكترون عبر التحولين الأول والثاني:
{\displaystyle W_{\rm {S}}={\frac {n_{\rm {S}}eV_{\rm {bias}}C_{\rm {D}}}{C_{\rm {S}}+C_{\rm {D}}}},}
{\displaystyle W_{\rm {D}}={\frac {n_{\rm {D}}eV_{\rm {bias}}C_{\rm {S}}}{C_{\rm {S}}+C_{\rm {D}}}}.}
بالنظر إلى التعريف القياسي للطاقة الحرة في الشكل:
{\displaystyle F=E_{\rm {tot}}-W,}
أين {\displaystyle E_{\rm {tot}}=E_{C}=\Delta E_{F}+E_{N},} نجد الطاقة الحرة للمجموعة على النحو التالي:
{\displaystyle F(n,n_{\rm {S}},n_{\rm {D}})=E_{C}-W={\frac {1}{C_{\rm {S}}+C_{\rm {D}}}}\left({\frac {1}{2}}C_{\rm {S}}C_{\rm {D}}V_{\rm {bias}}^{2}+(ne-q_{0})^{2}+eV_{\rm {bias}}C_{\rm {S}}n_{\rm {D}}+C_{\rm {D}}n_{\rm {S}}\right).}
لمزيد من الدراسة، من الضروري معرفة التغير في الطاقة الحرة عند درجات الحرارة الصفرية عند تقاطعي النفقين:
{\displaystyle \Delta F_{\rm {S}}^{\pm }=F(n\pm 1,n_{\rm {S}}\pm 1,n_{\rm {D}})-F(n,n_{\rm {S}},n_{\rm {D}})={\frac {e}{C_{\rm {S}}+C_{\rm {D}}}}\left({\frac {e}{2}}\pm (V_{\rm {bias}}C_{\rm {D}}+ne-q_{0})\right),}
{\displaystyle \Delta F_{\rm {D}}^{\pm }=F(n\pm 1,n_{\rm {S}},n_{\rm {D}}\pm 1)-F(n,n_{\rm {S}},n_{\rm {D}})={\frac {e}{C_{\rm {S}}+C_{\rm {D}}}}\left({\frac {e}{2}}\pm (V_{\rm {bias}}C_{\rm {S}}+ne-q_{0})\right),}
ستكون احتمالية انتقال النفق عالية عندما يكون التغير في الطاقة الحرة سلبيا. يحدد المصطلح الرئيسي في التعبيرات أعلاه قيمة موجبة لـ {\displaystyle \Delta F} طالما أن الجهد المطبق {\displaystyle V_{\rm {bias}}} لن يتجاوز قيمة العتبة، والتي تعتمد على أصغر سعة في النظام. بشكل عام، بالنسبة لـ QD غير المشحونة ( {\displaystyle n=0} و {\displaystyle q_{0}=0} ) للتحولات المتماثلة ( {\displaystyle C_{\rm {S}}=C_{\rm {D}}=C} ) لدينا الشرط
{\displaystyle V_{\rm {th}}=\left|V_{\rm {bias}}\right|\geq {\frac {e}{2C}},}
(أي أن جهد العتبة ينخفض إلى النصف مقارنة بالانتقال الفردي).
عندما يكون الجهد المطبق صفرًا، سيكون مستوى فيرمي عند الأقطاب المعدنية داخل فجوة الطاقة. عندما يزيد الجهد إلى قيمة العتبة، يحدث نفق من اليسار إلى اليمين، وعندما يزيد الجهد المعكوس فوق مستوى العتبة، يحدث نفق من اليمين إلى اليسار.
إن وجود حصار كولومب واضح للعيان في خاصية التيار والجهد لمجموعة الجهد (رسم بياني يوضح كيف يعتمد تيار التصريف على جهد البوابة). عند جهد بوابة منخفض (بالقيمة المطلقة)، سيكون تيار التصريف صفرًا، وعندما يزيد الجهد فوق العتبة، تتصرف التحولات مثل المقاومة الأومية (كلا التحولين لهما نفس النفاذية) ويزداد التيار خطيًا. لا يمكن للشحنة الخلفية في العازل أن تقلل من حصار كولومب فحسب، بل يمكنها أيضًا أن تمنعه تمامًا. {\displaystyle q_{0}=\pm (0.5+m)e.}
حفي حالة اختلاف نفاذية حواجز النفق بشكل كبير {\displaystyle (R_{T1}\gg R_{T2}=R_{T}),} تنشأ خاصية IV التدريجية للمجموعة. ينتقل الإلكترون إلى الجزيرة عبر الانتقال الأول ويبقى عليها، بسبب مقاومة النفق العالية للانتقال الثاني. بعد فترة زمنية معينة، ينتقل الإلكترون عبر الانتقال الثاني، ومع ذلك، تتسبب هذه العملية في انتقال إلكترون ثانٍ إلى الجزيرة عبر الانتقال الأول. ولذلك، في أغلب الأحيان يتم فرض رسوم على الجزيرة تتجاوز رسومًا واحدة. بالنسبة للحالة التي تعتمد على النفاذية العكسية {\displaystyle (R_{T1}\ll R_{T2}=R_{T}),} ستكون الجزيرة خالية من السكان وستقل طاقتها تدريجيًا.[بحاجة لمصدر] الآن فقط يمكننا أن نفهم مبدأ عمل المجموعة. يمكن تمثيل الدائرة المكافئة لها على شكل تقاطعين نفقيين متصلين على التوالي عبر QD، ويتم توصيل قطب تحكم آخر (بوابة) بشكل عمودي على تقاطعات النفق. يتم توصيل قطب البوابة بالجزيرة من خلال خزان التحكم {\displaystyle C_{\rm {G}}.} يمكن لقطب البوابة تغيير الشحنة الخلفية في العازل، حيث تقوم البوابة أيضًا باستقطاب الجزيرة بحيث تصبح شحنة الجزيرة مساوية
{\displaystyle q=-ne+q_{0}+C_{\rm {G}}(V_{\rm {G}}-V_{2}).}
عند استبدال هذه القيمة في الصيغ الموجودة أعلاه، نجد قيمًا جديدة للجهد عند التحولات:
{\displaystyle V_{\rm {S}}={\frac {(C_{\rm {D}}+C_{\rm {G}})V_{\rm {bias}}-C_{\rm {G}}V_{\rm {G}}+ne-q_{0}}{C_{\rm {S}}+C_{\rm {D}}}},}
{\displaystyle V_{\rm {D}}={\frac {C_{\rm {S}}V_{\rm {bias}}+C_{\rm {G}}V_{\rm {G}}-ne+q_{0}}{C_{\rm {S}}+C_{\rm {D}}}},}
يجب أن تتضمن الطاقة الكهروستاتيكية الطاقة المخزنة على مكثف البوابة، ويجب أن يؤخذ العمل الذي يقوم به الجهد على البوابة في الاعتبار في الطاقة الحرة:
{\displaystyle \Delta F_{\rm {S}}^{\pm }={\frac {e}{C_{\rm {S}}+C_{\rm {D}}}}\left({\frac {e}{2}}\pm V_{\rm {bias}}(C_{\rm {D}}+C_{\rm {G}})-V_{\rm {G}}C_{\rm {G}}+ne+q_{0}\right),}
{\displaystyle \Delta F_{\rm {D}}^{\pm }={\frac {e}{C_{\rm {S}}+C_{\rm {D}}}}\left({\frac {e}{2}}\pm V_{\rm {bias}}C_{\rm {S}}+V_{\rm {G}}C_{\rm {G}}-ne+q_{0}\right).}
عند درجات الحرارة الصفرية، يُسمح فقط بالتحولات ذات الطاقة الحرة السلبية: {\displaystyle \Delta F_{\rm {S}}<0} أو {\displaystyle \Delta F_{\rm {D}}<0} . يمكن استخدام هذه الظروف للعثور على مناطق الاستقرار في المستوى {\displaystyle V_{\rm {bias}}-V_{\rm {G}}.}
مع زيادة الجهد عند قطب البوابة، عندما يتم الحفاظ على جهد التزويد أقل من جهد حصار كولومب (أي {\displaystyle V_{\rm {bias}}<{\tfrac {e}{C_{\rm {S}}+C_{\rm {D}}}}} ), سوف يتذبذب تيار خرج التصريف مع فترة {\displaystyle {\tfrac {e}{C_{\rm {S}}+C_{\rm {D}}}}.} وتتوافق هذه المجالات مع الإخفاقات في مجال الاستقرار. تحدث تذبذبات تيار النفق في الوقت المناسب، وتكون التذبذبات في الوصلتين المتصلتين على التوالي ذات دورية في جهد التحكم في البوابة. يزداد التوسع الحراري للتذبذبات إلى حد كبير مع زيادة درجة الحرارة.

### الاعتماد على درجة الحرارة
لقد تم اختبار العديد من المواد بنجاح عند إنشاء ترانزستورات أحادية الإلكترون. ومع ذلك، تعتبر درجة الحرارة عاملًا كبيرًا يحد من التنفيذ في الأجهزة الإلكترونية المتاحة. تعمل معظم أنظمة SET القائمة على المعادن فقط في درجات حرارة منخفضة للغاية.

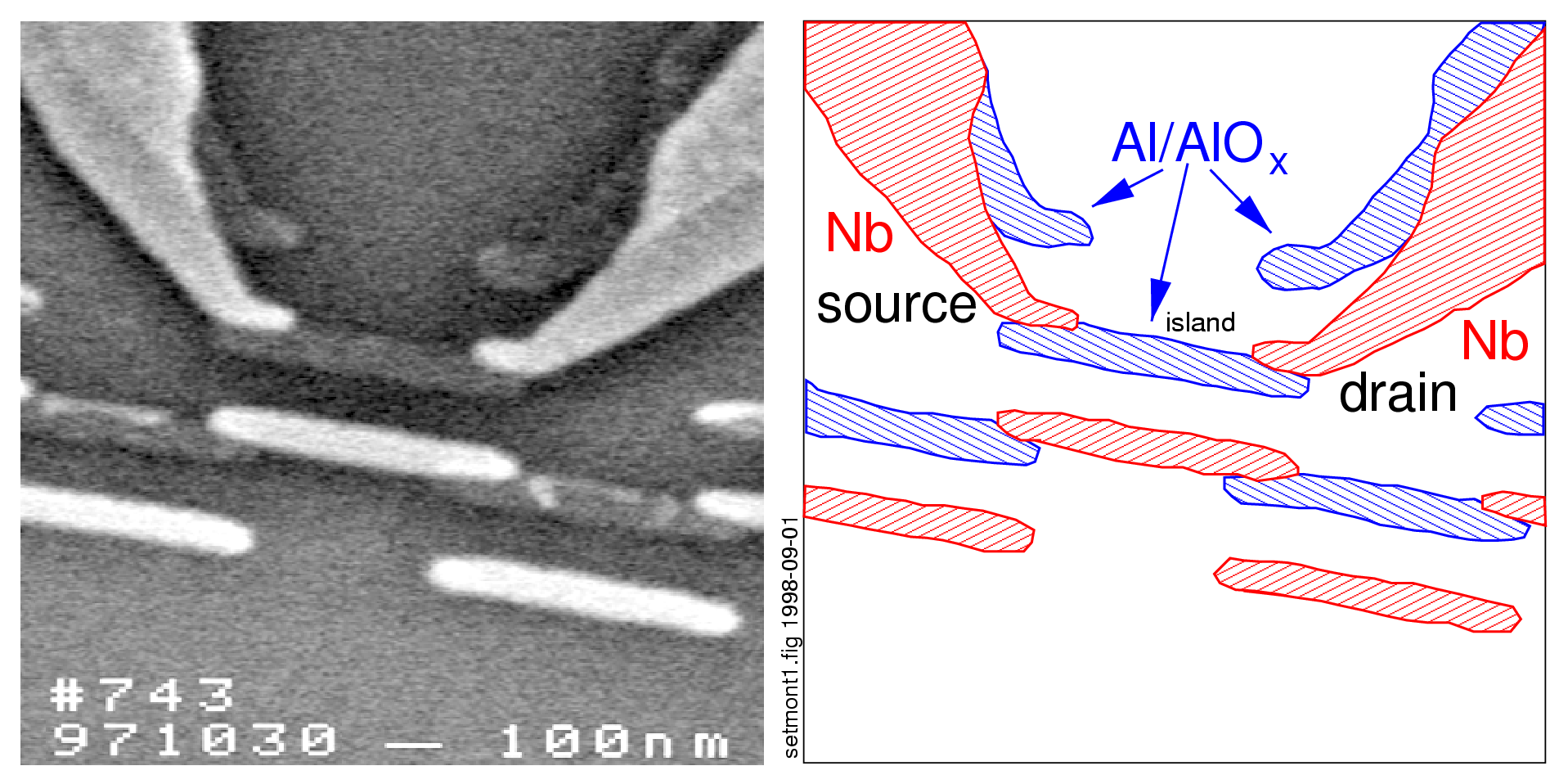
ترانزستور أحادي الإلكترون مع أسلاك من النيوبيوم وجزيرة من الألومنيوم

كما هو مذكور في النقطة 2 في القائمة أعلاه: يجب أن تكون طاقة الشحن الكهروستاتيكي أكبر من {\displaystyle k_{\rm {B}}T} لمنع التقلبات الحرارية التي تؤثر على حصار كولومب . وهذا يعني بدوره أن الحد الأقصى المسموح به لسعة الجزيرة يتناسب عكسيا مع درجة الحرارة، ويجب أن يكون أقل من 1 aF لجعل الجهاز يعمل في درجة حرارة الغرفة.
سعة الجزيرة هي دالة لحجم QD، وقطر QD أصغر من 10 من الأفضل استخدام nm عند استهداف التشغيل في درجة حرارة الغرفة. ويضع هذا بدوره قيودًا هائلة على إمكانية تصنيع الدوائر المتكاملة بسبب مشكلات إمكانية إعادة الإنتاج.

### توافق CMOS

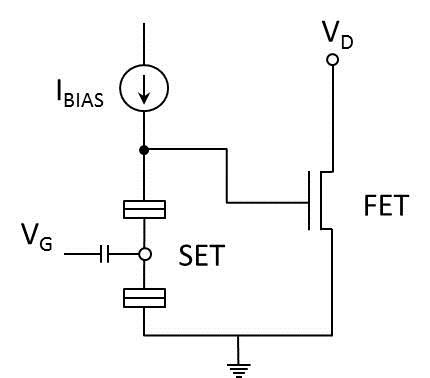
دائرة هجينة SET–FET

يمكن تضخيم مستوى التيار الكهربائي لـ SET بما يكفي للعمل مع تقنية CMOS المتاحة عن طريق إنشاء جهاز هجين SET– FET .  
يسعى مشروع IONS4SET (#688072)  الممول من الاتحاد الأوروبي في عام 2016 إلى إمكانية تصنيع دوائر SET–FET العاملة في درجة حرارة الغرفة. الهدف الرئيسي لهذا المشروع هو تصميم تدفق عملية تصنيع SET للعمليات واسعة النطاق التي تسعى إلى توسيع استخدام بنيات SET–CMOS الهجينة. لضمان التشغيل في درجة حرارة الغرفة، يتم استخدام نقاط مفردة بأقطار أقل من 5 يجب تصنيع نانومتر ووضعها بين المصدر والمصرف بمسافات نفقية تبلغ بضعة نانومتر.  حتى الآن لا يوجد تدفق عملية موثوق به لتصنيع دائرة SET–FET هجينة تعمل في درجة حرارة الغرفة. في هذا السياق، يستكشف مشروع الاتحاد الأوروبي هذا طريقة أكثر جدوى لتصنيع دائرة SET–FET باستخدام أبعاد أعمدة تبلغ حوالي 10 ن.م. 